# Ophisma crocimacula
Ophisma crocimacula là một loài bướm đêm trong họ Erebidae.